# Ruhwarden
Ruhwarden ist ein Ort in der Gemeinde Butjadingen im Nordwesten Niedersachsens.

## Allgemein
Ruhwarden liegt im Nordwesten der Halbinsel Butjadingen, nur 1400 Meter von der Nordsee entfernt. Besonders charakteristisch für das Wurtendorf sind die gepflegten Gartenanlagen und stattlichen Gehöfte. Den Dorfmittelpunkt bildet das alte Gebäude der Molkerei sowie der Park des Ortes.
Kulturell interessant ist die Fassade des denkmalgeschützten Gästehauses von 1889 und die Galerie am Wehlhamm die schon seit 25 Jahren sowohl wechselnde Ausstellungen rund um Malerei, Grafik und Kunsthandwerk norddeutscher Künstler beherbergt, als auch Vernissagen, Lesungen, Lichtbildervorträge und Seminare veranstaltet.

## Verkehrsanbindung
Fährverbindungen bestehen ganzjährig über die Weser von Nordenham nach Bremerhaven und in den Sommermonaten über den Jadebusen von Eckwarderhörne nach Wilhelmshaven. Von Nordenham besteht eine Bahnverbindung nach Bremen. Die Gemeinde ist über den Wesertunnel südlich von Nordenham an die A 27 angeschlossen.